# Milano-Torino 1921
La Milano-Torino 1921, quattordicesima edizione della corsa, si svolse il 10 aprile 1921 su un percorso di 286 km. La vittoria fu appannaggio dell'italiano Federico Gay, che completò il percorso in 12h15'35", precedendo i connazionali Giovanni Brunero e Bartolomeo Aymo.

## Ordine d'arrivo (Top 10)
| Pos. | Corridore           | Squadra         | Tempo     |
| ---- | ------------------- | --------------- | --------- |
| 1    | Federico Gay        | Bianchi-Dunlop  | 12h15'35" |
| 2    | Giovanni Brunero    | Legnano-Pirelli | s.t.      |
| 3    | Bartolomeo Aymo     | Legnano-Pirelli | s.t.      |
| 4    | Costante Girardengo | Stucchi         | s.t.      |
| 5    | Giuseppe Azzini     | Stucchi         | a 1'25"   |
| 6    | Clemente Canepari   | Legnano-Pirelli | a 1'50"   |
| 7    | Alfredo Sivocci     | Legnano-Pirelli | a 22'06"  |
| 8    | Giovanni Bassi      | -               | a 30'13"  |
| 9    | Ugo Bianchi         | -               | a 31'51"  |
| 10   | Ugo Ruggeri         | -               | a 35'03"  |